# El Pou (Sant Martí de Canals)
El Pou és un camp de conreu del Pallars Jussà situat en el terme municipal de Conca de Dalt, a l'antic terme de Claverol, en terres del poble de Sant Martí de Canals.
Està situat nord-oest de Sant Martí de Canals, a prop del poble. Situat en un coster, la Carretera de Sant Martí de Canals hi fa la volta quasi completa, arribant pel sud-oest, passant pel nord, i atenyent el poble a l'extrem sud-est del Pou.